# Retórica (Aristóteles)
La Retórica o Ars Rhetorica  (título en gr.: τέχνη ῥητορική, téchnē rhētorikē) es un antiguo tratado griego sobre el arte de la persuasión, escrito en el siglo IV a. C. por Aristóteles y al que se atribuye una enorme influencia histórica.
Como las demás obras de Aristóteles que han sobrevivido, la Retórica también parece no haber sido pensada para una publicación, constituyendo más bien una colección de apuntes de sus estudiantes. 
El tratado muestra además el desarrollo del pensamiento aristotélico durante dos períodos en los que estuvo en Atenas, e ilustra su profundización en el estudio de la retórica a través de la crítica platónica de la misma en Gorgias (en torno a 386 a. C.) como inmoral, peligrosa e indigna de un estudio serio. El diálogo final de Platón sobre retórica, Fedro (en torno a 370 a. C.), ofrecía una visión más moderada de la retórica, reconociendo su valor. Dicho diálogo ofreció a Aristóteles un punto de partida más positivo para el tratamiento de la retórica como arte digno de estudio sistemático. La Retórica fue escrita por Aristóteles, como se ha dicho, durante dos estancias en Atenas: la primera, desde 367 a 347 a. C. (cuando fue adscrito a la Academia de Atenas), y la segunda desde 335 a 322 a. C. (cuando empezó a dirigir su propia academia, el Liceo). 
En la Antigua Grecia el estudio de la retórica era puesto en tela de juicio: por un lado estaban los Sofistas, y por el otro Sócrates, Platón, y Aristóteles, quienes veían a la retórica y a la poesía como instrumentos que eran usados con demasiada frecuencia para manipular las emociones del prójimo y omitir hechos. Acusaban a los sofistas, en particular a Gorgias e Isócrates, de dicha manipulación. Platón, en concreto, encabezó la protesta contra el arresto y la muerte de Sócrates atribuyéndosela a la retórica sofística. En contraste con la emocionalidad de la retórica y la poesía de los sofistas, defendían la existencia de una retórica basada en la filosofía y que persiguiera metas más ilustradas. Una de las contribuciones cruciales de Aristóteles fue identificar retórica con uno de los tres elementos clave —junto a la lógica y a la dialéctica— de la filosofía. De hecho, su Retórica comienza afirmando que "La retórica es el contrapunto (antistrophe) de la dialéctica."
Según Aristóteles, la lógica se ocupa del razonamiento para alcanzar certezas científicas, mientras que la dialéctica y la retórica se ocupan de la probabilidad y, por tanto, son las ramas de la filosofía más adecuadas para tratar los asuntos humanos. La dialéctica es un instrumento para el debate filosófico, herramienta para un público selecto con objetivos de aprendizaje mediante pruebas de conocimiento probable. Inversamente la retórica es un instrumento de debate práctico, una herramienta para persuadir a grandes audiencias usando el conocimiento probable para resolver asuntos prácticos. 
Dialéctica y retórica se alían para crear un sistema de persuasión basado en el conocimiento y no en la manipulación o en la omisión.

## Contenido
La Retórica consta de tres libros. El primero ofrece una visión general, presentando los cometidos de la retórica y una definición de la misma; también hay en él una discusión detallada sobre el contexto y los tipos de retórica. El Libro II trata en detalle las tres formas de persuasión en los que un orador debería confiar: los basados en la credibilidad (ethos), en las emociones y en la psicología de los oyentes (pathos), y en los patrones de razonamiento (logos). El Libro III introduce los elementos del estilo (selección léxica, metáfora y estructura de la frase) y de la organización. Aunque se le concede alguna importancia al producto final, por lo general se remite al lector a la Poética.

## Libro Primero

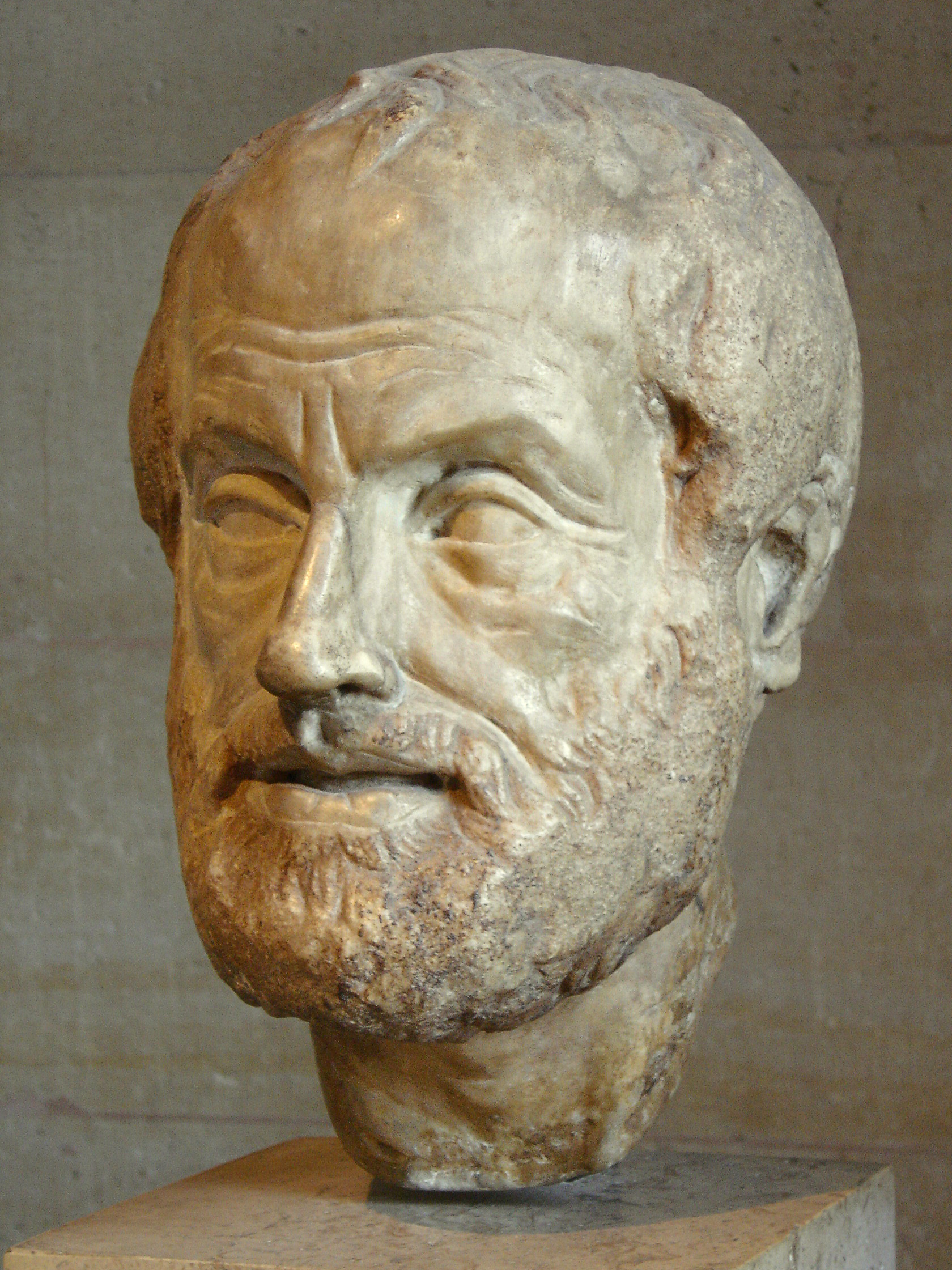
Aristóteles: copia del busto original de bronce, atribuida a Lisipo, Louvre

### Capítulo I
Aristóteles define primero la retórica como la contrapartida o contrapunto (antistrophos) de la dialéctica (1:1:1-2). Explica las similitudes entre ambas pero no comenta las diferencias. Introduce el término enthymeme (1:1:3). Este capítulo es algo incoherente con lo que sigue en los demás.

### Capítulo II
La famosa definición aristotélica de la retórica es vista como la habilidad en cualquier caso concreto de ver los instrumentos disponibles de persuasión. Define pisteis como "atécnico" o "no artístico", frente a lo artístico. De la pisteis proporcionada por el discurso hay tres partes: ethos, pathos, y logos. Aristóteles presenta los paradigmas y los silogismos como medios de persuasión.

### Capítulo III
Ilustra los tres tipos de retórica: la deliberativa, la retórica forense y la epideíctica.  Aristóteles presenta estos tres géneros diciendo "Los tipos de retórica son tres en número, que corresponden a tres tipos de oyentes." 

### Capítulo IV
Aristóteles se ocupa de los tipos de temas de la retórica deliberativa. Los cinco más comunes son economía, guerra y paz, defensa, importaciones y exportaciones, así como las leyes.

### Capítulo V
Aristóteles analiza las diferentes consideraciones éticas de la retórica deliberativa. Identifica el objetivo de la acción humana con la “felicidad” y describe los muchos factores que contribuyen a ella (1:5:5-18).

### Capítulo VI
Continúa explicando con mayor detalle los elementos (stoikhea) de lo “bueno” descrito en el capítulo anterior.

### Capítulo VII
Introduce el término koinon. Trata de los fines de la retórica deliberativa en relación con el bien mayor o más ventajoso.

### Capítulo VIII
Aristóteles define y discute las cuatro formas de constitución (politeia) útiles en la retórica deliberativa: democracia, oligarquía, aristocracia y monarquía.

### Capítulo IX
Este capítulo trata del concepto y las virtudes de lo honorable (to kalon) incluidos en la retórica epideíctica. Aristóteles describe lo que hace que ciertos temas sean apropiados o dignos de ser encomiados o denunciados. También afirma que es importante resaltar ciertos aspectos del tema encomiado.

### Capítulo X
Trata sobre los silogismos, que deberían derivarse de acusación (kategoria) y defensa (apologia) en el marco de la retórica judicial. Introduce también el concepto de mala conducta, relevante para la retórica judicial.

### Capítulo XI
Este capítulo trata los muy distintos tipos de placer (hedoné), útil para la retórica judicial. Aristóteles las invoca como razón que conduce a las personas a la conducta equivocada.

### Capítulo XII
Trata también sobre retórica judicial, versa sobre la disposición mental de la gente y continúa las reflexiones iniciadas en el capítulo anterior. Aristóteles subraya la importancia de la voluntad, o las intenciones o las malas acciones. 

### Capítulo XIII
Aristóteles clasifica todos los actos que son justos e injustos, según la retórica

### Capítulo XIV
Este capítulo establece un paralelismo con el koinon descrito en el capítulo VII. Aristóteles clarifica la magnitud en relación con cuestiones de la "mala conducta" en el ámbito de la retórica judicial.

### Capítulo XV
Aristóteles resume los argumentos que están a la disposición del orador en relación con la evidencia que refuerza o debilita un caso.

## Libro Segundo

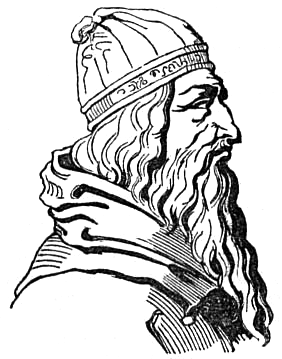
Grabado de Aristóteles en un diccionario enciclopédico de Pluchart.

El Libro II de la Retórica aristotélica se concentra sobre el ethos y el pathos, que, como señala el filósofo de Estagira, afectan al juicio, pues un orador necesita exhibir estos modos de persuasión ante su audiencia.

### Capítulo I: Introducción
Aristóteles señala que las emociones hacen que los hombres cambien de opinión en relación con sus juicios. Como tales, las emociones tienen causas y efectos específicos (2.1.2-3). Por tanto, un orador puede emplear su razón como estímulo para la emoción deseada en la audiencia. Sin embargo, Aristóteles afirma que, junto al pathos, el rétor debe mostrar ethos, que para Aristóteles abarca la sabiduría (Φρόνησηs), la virtud (areté), y la buena voluntad (eunoia) (2.1.5-9).

### Capítulos II-XI
Emociones eficaces para los oradores en todo tipo de retórica.

### Capítulos XII-XVII
Ethos: Adaptación del carácter del discurso al carácter de la audiencia.

### Capítulos XVIII-XXVI
Rasgos dialécticos de la retórica para los tres tipos de géneros.
Aunque el Libro II se focaliza principalmente en el ethos y el pathos, Aristóteles trata el paradigma y la enthymeme como dos modos comunes de persuasión. Existen dos clases de paradigma: comparaciones, referencias sobre lo que ha sucedido anteriormente, y fábulas, la invención de una ilustración (2.20.2-3). Máximas o inteligentes afirmaciones sobre acciones se adaptan bien como conclusión de las enthymeme (2.1-2). Al elegir una máxima, uno debe evaluar los criterios de la audiencia para emplear la mejor (2.21.15-16). Aristóteles considera la sabiduría popular como guía central, por lo que el efecto del rétor en la audiencia es el tema central en todo el Libro II.
El Libro Segundo concluye con una transición al Tercero, que se focalizará en la recitación, el estilo y la organización.

## Libro Tercero
Con frecuencia, el Libro III de la Retórica de Aristóteles queda en un segundo plano, eclipsado por los dos primeros, que son más sistemáticos y tematizan ethos, logos, y pathos. El Libro III se considera a menudo como un conglomerado sobre procedimientos estilísticos de la lengua griega en lo que atañe a la retórica. Sin embargo, el Libro III contiene material informativo sobre el estilo (lexis), que se refiere a la “forma de decir” (1-12) y a la taxis, que se refiere a la disposición de las palabras (13-19).

### Estilo (lexis): I - XII

#### Capítulo I
Resumen de los Libros I y II e introducción a la pronunciación (hypokrisis). Aristóteles argumenta que la voz debe ser usada representando lo más adecuadamente posible la situación dada tal y como ejemplifican los poetas (3 1:3-4).

#### Capítulo II
Resalta la areté, definida como virtud o excelencia. Aplicada a la retórica, la arête significa más bien naturalidad, frente a lo forzado o artificial (3 2:1-4). Las metáforas son también destacadas como aptitud que no puede ser enseñada y que confieren “belleza verbal” (3 2:6-13).

#### Capítulo III
Se ocupa del "lenguaje frígido", que aparece cuando se desdoblan palabras elaboradas, arcaicas y raras, o al abusar de palabras y frases descriptivas y metáforas inapropiadas (3 3:1-4).

#### Capítulo IV
Versa sobre otra parte figurativa del discurso, el símil (eikon). Los símiles son útiles solo ocasionalmente en el discurso, debido a su naturaleza poética y su parecido con la metáfora.

#### Capítulo V
Trata sobre cómo hablar adecuadamente usando conectores, llamando las cosas por su nombre específico, evitando ambigüedades semánticas, observando el género de los nombres y mediante el uso correcto del singular y el plural (3 5:1-6).

#### Capítulo VI
Aconseja sobre cómo amplificar el lenguaje mediante el onkos (expansividad) y la concisión o syntomia (3 5:1-3).

#### Capítulo VII
Aristóteles se explaya en el uso del estilo apropiado a la hora de dirigirse al tema. "La lexis será apropiada si expresa emoción y carácter y si es proporcional al tema tratado". Aristóteles pone el acento en la emoción, la credibilidad, el género (la edad, por ejemplo), y el estado moral como consideraciones relevantes (3 7:1-6).

#### Capítulo VIII
El ritmo debe ser incorporado a la prosa para hacerla acompasada pero sin llegar a ser un poema (3 8:3-7).

#### Capítulo IX
Se ocupa del estilo periódico y cómo debería ser visto como unidad rítmica, para completar el sentido de un pensamiento y para ayudar a la comprensión del significado (3 9:3-4).

#### Capítulo X
Sigue destacando la metáfora y diserta sobre cómo contribuye al aprendizaje y hace posible la visualización (3 10:1-6).

#### Capítulo XI
Explica por qué los procedimientos del estilo pueden enrarecer el lenguaje. (3 11:15).

#### Capítulo XII
Los tres géneros de lenguaje oral y escrito son el deliberativo, el judicial y el epideíctico, todos los cuales están escritos por logográphoi (hoy diríamos quizá ghostwriters), quienes están capacitados para diferentes tipos de discurso.

### Disposición de las palabras (Taxis):XIII - XIX

#### Capítulo XIII
Cubre las partes necesarias de un discurso, que incluyen la prosthesis ( (prooemium) y el epílogo (3 13:1-4).

#### Capítulo XIV
Trata la introducción (prooemiun), que demuestra cómo la introducción debería usarse tanto en discursos epideícticos como judiciales. Ambos tienen el objetivo de anunciar cuándo terminará el discurso (3 14:1-11).

#### Capítulo XV
Trata sobre ataques prejudiciales según Aristóteles, lo que después pasó a formar parte de la teoría de la argumentación (stasis), que "determina la cuestión que se plantea en un proceso".

#### Capítulo XVI
La diēgēsis o narración. Se demuestra cómo uno debe trabajar un argumento usando el logos. La narración diverge según sea epideíctica, judicial o deliberativa.

#### Capítulo XVII
Atañe a la pistis o prueba, y cómo varía según el discurso.

#### Capítulo XVIII
Erotēsis, interrogación habitual en tiempos de Aristóteles dirigida a pedir respuestas y vista como "la más oportuna cuando un oponente ha dicho una cosa y si se pregunta lo adecuado, el resultado es un absurdo o sinsentido" (3 19:1).

#### Capítulo XIX
El capítulo final del Libro Tercero versa sobre los epílogos, conclusión de los discursos que deben incluir cuatro aspectos: "condicionar favorablemente al oyente hacia el orador y desfavorablemente hacia el oponente, amplificación y minimización, llevar al oyente a reacciones emocionales, y proporcionar un breve resumen de los puntos principales del discurso" (3 19:1-4).